# Stay Forever (låt)
Stay Forever är en låt av det amerikanska rockbandet Ween. Låten släpptes som den andra och sista singeln från albumet White Pepper släppt 2000. Singeln släpptes endast i England, och nådde nummer 138 på topplistan där. Ween spelade låten live för första gången
den 29 augusti 1998. Totalt har bandet spelat låten live 44 gånger.
"Stay Forever" är i tonarten A-dur.
The Austin Chronicle kritiken Ken Lieck skrev att låten tog inspiration från Gerry Rafferty.

## Låtlista

### CD
1. "Stay Forever" - 3:32
2. "Who Dat?" - 2:22
3. "The Grobe" - 3:32[9]

### 7"
1. "Stay Forever" - 3:32
2. "Who Dat?" - 2:22[4][10]